# Resolució 202 del Consell de Seguretat de les Nacions Unides
La Resolució 202 del Consell de Seguretat de les Nacions Unides, aprovada el 6 de maig de 1965, després de reafirmar les mocions de l'Assemblea General de les Nacions Unides, el Consell va demanar que cap Estat membre no acceptés una declaració unilateral d'independència de la Colònia de Rhodèsia i que el Regne Unit prengui totes les mesures necessàries per evitar-ho. La resolució també va fer una crida a que tots els presos polítics siguin posats en llibertat i perquè funcioni la llibertat dels partits polítics. El Consell va demanar que el Regne Unit treballés per a una constitució equitativa i per a la futura independència d'una Rodèsia del Sud amb un govern de la majoria.
La resolució es va aprovar amb set vots a cap; França, la Unió Soviètica, el Regne Unit i els Estats Units es van abstenir de votar.